# Anyphops sexspinatus
Espèce
Synonymes
- Selenops sexspinatus Lawrence, 1940

Anyphops sexspinatus est une espèce d'araignées aranéomorphes de la famille des Selenopidae.

## Distribution
Cette espèce est endémique du Cap-du-Nord en Afrique du Sud,.

## Description
La carapace de la femelle holotype mesure 5 mm de long et l'abdomen 9,3 mm de long.

## Systématique et taxinomie
Cette espèce a été décrite sous le protonyme Selenops sexspinatus par Lawrence en 1940. Elle est placée dans le genre Anyphops par Benoit en 1968.

## Publication originale
- Lawrence, 1940 : « The genus Selenops (Araneae) in South Africa. » Annals of the South African Museum, vol. 32, p. 555-608 (texte intégral).